# لحاف (زي تراثي)
اللحاف هو قطعة من القماش الفاخر المخطط بالألوان، والذي ينتهي عند طرفه بعقود الكثل، ويرتديه سكان المناطق الجنوبية، تحديدًا منطقة جازان (المخلاف السليماني) ومنطقة عسير في المملكة العربية السعودية.

## اللحف
اللحاف فصيح مشهور، جاء في لسان العرب: ( اللحاف والملحفُ والمِلحفةُ: اللباس الذي فوق سائر اللباس من دثار البرد ونحوه، وكلُ شيءٍ تغطيت به فقد التحفت به ).
وفي عامية جازان هو عبارة عن: نوع من الأزر الواسعة الغليظة تتميز بخطوط عريضة طولية، متعددة الألوان فاقعتها تتمازج فيها عدة ألوان منها: الأحمر، والأصفر، والأسود، والأخضر فتكوَّن لوحة مصبوغة جميلة الشكل، وهو ليس مخصصًا للبس، ولكن يَعتَجِرُ به الرجال بعموم وخاصة الفقهاء والقضاة، وعلية القوم، كما يستخدم غطاءً عند النوم ويستخدم كذلك غطاءً للجنائز، ولا زال يستخدم لهذا الغرض حتى اليوم.
واللحف أنواع، أشهرها: اللحاف الدُرَيْهمِي وهو نسبةً لقرية الدريهمي في تهامة، واللحاف الفقيهي وهو نسبةً لبيت الفقيه في تهامة، وقد ذكر اللحاف الفقيهي الشاعر الشريف علي النعمي في إحدى أبياته الشعرية:

## الاستخدام
زار الرحالة الفرنسي موريس تايمزيه المخلاف السليماني عام 1834م  وعند وصفه لعادات ولباس رجال المخلاف السليماني (جازان) قال: ( وهم يضعون على أكتافهم أغطيةً صوفيةً يلتحفون بها ).
يلبس عامة الرجال في الأجزاء التهامية من منطقة جازان (المخلاف السليماني) ومنطقة عسيرعلى الجزء السفلي من الجسد إزاراً يُسمى: (المصنف، أو الحوكة أو المثلوث، أو الجرافي) وهي أسماء لنوع الإزار وفقاً لنوع القماش وطريقة الصُنع، ويستر الجزء العلوي من الجسد بصديرية تعرف في بعض الأجزاء باسم (كرته) وفي أجزاء أخرى باسم (صديرية، أو سميج) وتصنع غالباً من الأقمشة ذات الألوان السوداء أو المخططة، ويضعون على أكتافهم اللحاف، وهو يختلف عن المصنف (الإزار) .

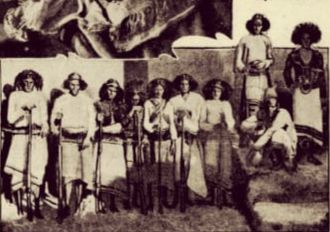
من رجال الإدريسي في المخلاف السليماني عام 1922م تقريبًا، ويتوسطهم رجل يرتدي اللحاف على أكتافه.
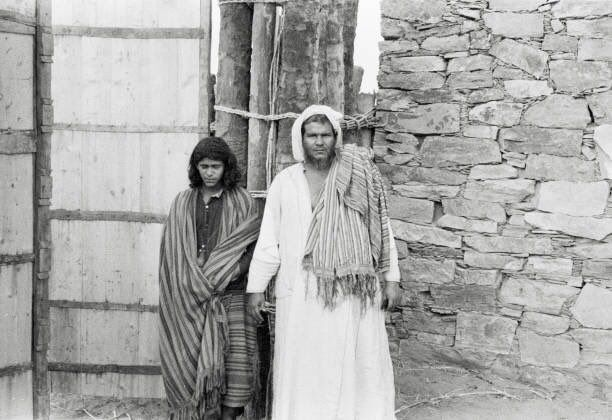
على اليمين: الشيخ محمد بن هادي الشعبي شيخ قبيلة بني شعبة في المخلاف السليماني، عام 1936م.
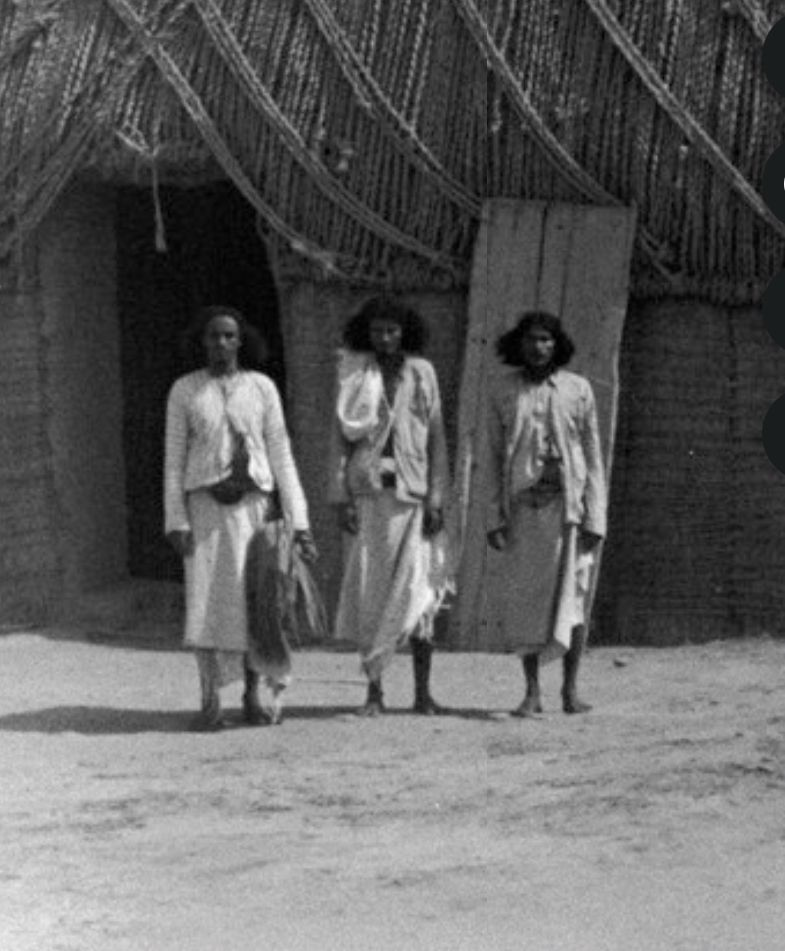
ثلاثة رجال من أبو عريش في المخلاف السليماني عام 1946م تقريبًا، يتوسطهم رجل يرتدي اللحاف على كتفه الأيمن.
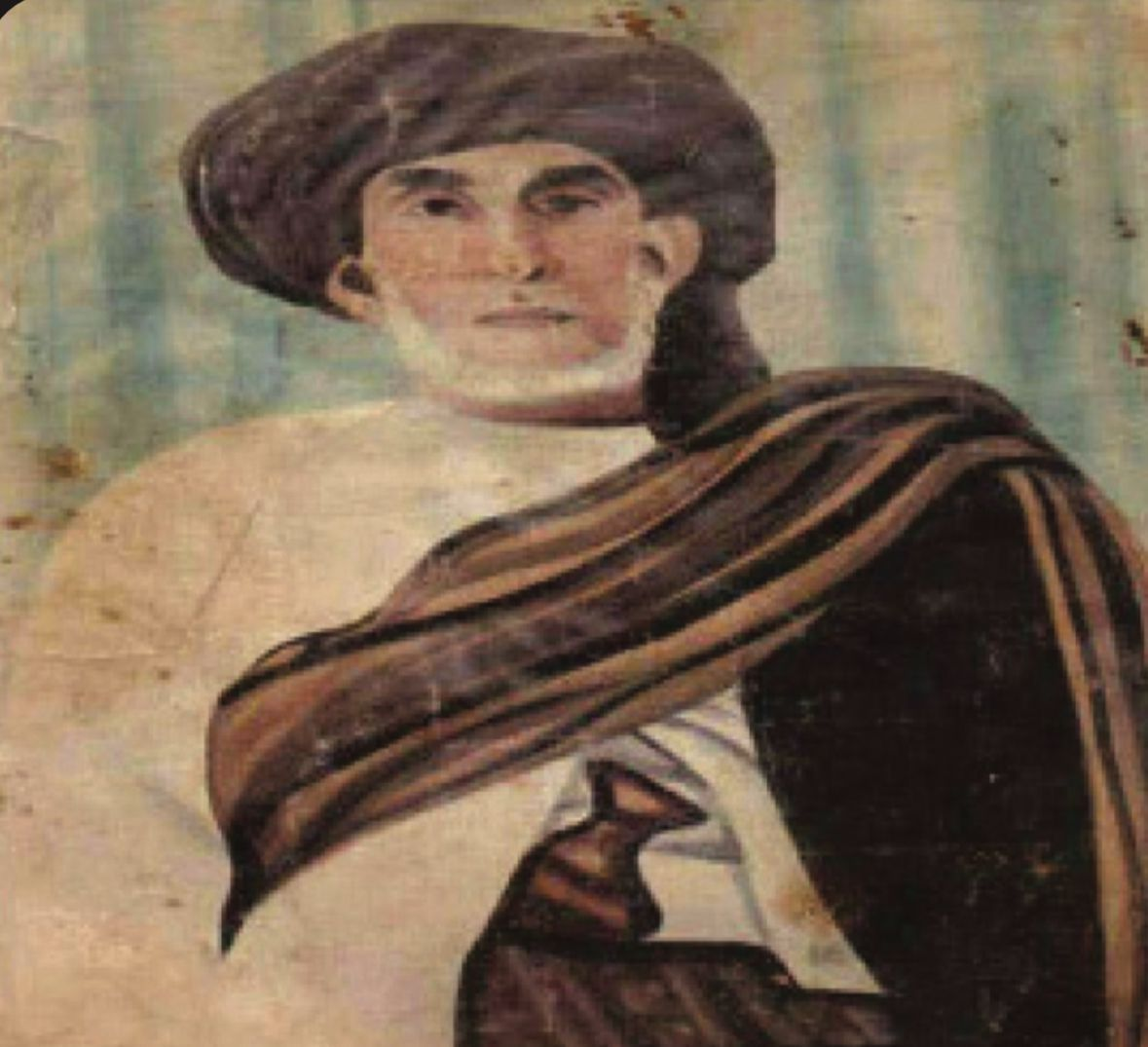
الشريف هادي الهيج أمير بلاد الواعظات، وعلى كتفه اللحاف.